# 372
El 372 (CCCLXXII) fou un any de traspàs començat en diumenge del calendari julià.

## Esdeveniments
- Gregori de Nissa, esdevé bisbe.[1]
- Sant Martí de Tours funda una abadia per evangelitzar la població propera.